# شنكار سامبينغيراج
شنكار سامبينغيراج (14 ديسمبر 1994 في الهند - ) هو لاعب كرة قدم هندي في مركز الوسط. شارك مع منتخب الهند تحت 23 سنة لكرة القدم. أما مع النوادي، فقد لعب مع نادي بنغالورو ونادي كيرلا بلاستيرز وHindustan Aeronautics Limited SC ‏ وDSK Shivajians FC ‏ وIndian Arrows ‏.

## روابط خارجية
- شنكار سامبينغيراج على موقع قاعدة بيانات كرة القدم.إي يو (الإنجليزية)
- شنكار سامبينغيراج على موقع Soccerway.com (الإنجليزية)